# Francisco Risiglione
Francisco Risiglione (* 18. Januar 1917 in Rosario, Argentinien; † 28. Juli 1999) war ein argentinischer Boxer, der an den Olympischen Sommerspielen 1936 in Berlin teilnahm.
Er gewann 1936 die Bronzemedaille in Halbschwergewicht gegen Robey Leibbrandt aus Südafrika. Von 1940 bis 1945 bestritt er neun Kämpfe als Profi, bei einem Rekord von drei Siegen, drei Unentschieden und drei Niederlagen. 

## Ergebnisse bei den Olympischen Spielen
- 1. Runde: Freilos
- 2. Runde: Sieg über Jim Graser (Luxemburg)
- Viertelfinale: Sieg über Tom Griffin (Großbritannien)
- Halbfinale: Niederlage gegen Richard Vogt (Deutsches Reich)
- Kampf um die Bronzemedaille: Sieg durch WO gegen Robey Leibbrandt (Südafrika)

## Ergebnisse als Profi
- 28. Februar 1940: Sieg über Carlos Grassino (Argentinien) nach Punkten
- 20. März 1940: Sieg über Salvador Zaccone (Argentinien) nach Punkten
- 1. Oktober 1941: Unentschieden gegen Alfredo Lagay (Argentinien)
- 3. Februar 1943: Unentschieden gegen Alberto Santiago Lovell (Argentinien)
- 29. Mai 1943: Niederlage durch KO gegen Alberto Santiago Lovell (Argentinien). Kampf um den argentinischen FAB Titel im Schwergewicht
- 16. Oktober 1943: Sieg über Enrique Felpi (Argentinien) nach Punkten
- 1. Juni 1944: Unentschieden gegen Alfredo Lagay (Argentinien).
- 30. Juni 1945: Niederlage nach Punkten gegen Enrique Felpi (Argentinien)
- 1. September 1945: Niederlage nach Punkten gegen Jesuel Stella (Argentinien)